# 彼得拉·克龙贝格尔
彼得拉·克龙贝格尔（德語：Petra Kronberger，1969年2月21日—），奥地利女子高山滑雪运动员。她曾代表奥地利参加1988年和1992年冬季奥林匹克运动会高山滑雪比赛，获得二枚金牌。